# Diodor z Tarsu
Diodor z Tarsu (gr. Διόδωρος) (zm. 390) – biskup Tarsu i metropolita Cylicji, reformator ruchu monastycznego, teolog i egzegeta związany z tzw. Szkołą Antiocheńską, prekursor nestorianizmu.

## Życiorys
Urodził się w zamożnej rodzinie w Antiochii. Otrzymał klasyczne wykształcenie filozoficzne w ateńskich szkołach. Po zakończeniu studiów przystąpił do monastycznego ruchu i został przełożonym klasztoru w okolicach Antiochii. Był zwolennikiem soboru nicejskiego i kiedy biskupem Antiochii został arianin Leoncjusz, organizował życie religijne poza murami miasta. Protektora znalazł w osobie Melecjusza z Antiochii, pełniącego funkcję ortodoksyjnego biskupa Antiochii, który wyświęcił Diodora na kapłana. W tym czasie tworzył traktaty teologiczne, w których zwalczał ideę odnowy religii rzymskiej przez cesarza Juliana. W czasie prześladowań wschodnich chrześcijan przez cesarza Walensa, zwolennika arianizmu, Diodor i Melacjusz schronili się na północnym brzegu Orontesu. W 372 roku Diodor spotkał się w Armenii ze św. Bazylim Wielkim. Kiedy po śmierci Walensa w 378 Diodor powrócił z wygnania został przez św. Bazylego mianowany biskupem Tarsu i metropolitą Cylicji. Jako biskup odegrał ważną rolę w trakcie synodu w Antiochii w 379 i Soboru w Konstantynopolu w 381 roku.

## Nauczanie
Diodor, przeciwstawiał się apolinaryzmowi - błędnej nauce chrystologicznej Apolinarego z Laodycei, który interpretował zdanie Słowo stało się ciałem z Ewangelii Jana, 1,14 dosłownie, tzn. uznał, że natura boska w Jezusie przyjęła jedynie samo ciało ludzkie, a nie duszę. Diodor, w reakcji, stworzył dualistyczną wizję Chrystusa, podkreślając pełną ludzką osobowość Chrystusa. Wskazywał na psychikę i uczucia, duszę Jezusa. Czynniki Boski i ludzki połączyły się tak, że Słowo zamieszkało w przyjętym człowieku, jako w swej świątyni. Diodor sformułował pojęcie dwóch synów w Chrystusie: Syna Bożego i syna Maryi.
Jego uczniem był Jan Chryzostom, który jednak uniknął skrajnych, błędnych ujęć w swej teologii. Innym uczniem Diodora był Teodor z Mopsuestii, zmarły trzy lata przed Soborem efeskim w 428 r. w pokoju i jedności Kościoła, który może być nazwany nestoriańczykiem przed Nestoriuszem. Jego dualizm był bardziej umiarkowany. Teodor odżegnywał się od stwierdzeń mistrza o istnieniu dwóch synów w Chrystusie, jednoznacznie wyrażając się o jedności Chrystusa. Mimo zniuansowania nauczania swego mistrza, poglądy Teodora u podstaw były wyraźnie pochodną doktryny biskupa Tarsu. Teodor pisał o Maryi:

Była matką człowieka (anthropotokos), ponieważ to człowiek był w łonie Maryi i człowiek wyszedł z niego. Matką Boga (Theotokos), ponieważ Bóg był w człowieku, którego ona zrodziła.... Szaleństwem jest mówić, że Bóg narodził się z Dziewicy... ten, który narodził się z Maryi był człowiekiem.

Podczas Soboru w Efezie (431), który zebrał się dla oceny poglądów Nestoriusza, ani Diodor ani Teodor nie zostali wspomniani. Z pewnością jednak w poglądach Diodora, i do pewnego stopnia Teodora z Mopsuestii, należy szukać podstaw nauk Nestoriusza, uznanych przez sobór za herezję.